# Постріл в безодню
«Постріл у безодню» (англ. Shot Caller) — кримінальна драма з елементами трилеру 2017 року, головну роль у якому виконав Ніколай Костер-Валдау. Прем'єра стрічки відбулась на Кінофестивалі в Лос-Анджелесі 17 червня 2017.

## Сюжет
Джейкоб Гарлон — успішний біржовий брокер, який живе зі своєю дружиною Кетрін і сином Джошуа в Каліфорнії. Через неуважність, Джейкоб ненавмисно їде на червоне світло, що спричиняє зіткнення; його найкращий друг Том загинув. Джейкоб засуджений до 16 місяців за домовленістю про визнання вини та відправлений у Каліфорнійську колонію для чоловіків у Чино.
Шокований жорстокістю тюремного життя, Джейкоб прислухається до адвокатських порад відстоювати його позицію. Він нападає на темношкірого ув'язненого, коли його провокують, привертаючи увагу «Чотириокого» (англ. Bottles), керівника жорстокої білої банди PEN1 (Public Enemy No.1). У відповідь на захист і вступ до PEN1, Джейкоб змушений нелегально передавати героїн та вбивати «стукачів» у банді.
Прозваний «Мані», Гарлон піднімається в званні та набиває татуювання, пов'язані з бандами. Його особистість і зовнішність різко змінюються, загартовуючись тюрмою. Під час міжрасових заворушень Гарлон ріже іншого ув'язненого, щоб врятувати життя Германа Гомеса, керівника Суреньйоса, проте це було знято на камеру. Засуджений ще на дев'ять років, Гарлон припиняє будь-які контакти зі своєю дружиною та сином. Зрештою Кетрін подає на розлучення.
Гарлона переводять до Державної в'язниці Коркоран під максимальну безпеку. Як і іншим «важким злочинцям», йому дозволено перебувати лише одну годину на свіжому повітрі на день у металевій клітці. Гарлон знайомиться з Джеррі «Звіром» Менінгом, керівником Арійського братства, який координує діяльність банди. Вражений відданістю Гарлона, Звір допомагає його дружині.
Через сім років Гарлона звільняють завдяки Звіру, щоб домовитись з Суреньйосом про зброю; коли Гарлон вагається, Звір погрожує його сім'ї. Його вітають Френк та інші члени PEN1, включаючи Гові, молодого ветерана без судимості. Ухилившись від замаху на своє життя, Гарлон наказує Гові відповісти всім, крім нього.
У день угоди Джейкоб позбувається спостерігача та вбиває Френка Дробовика, який виявився стукачем. Офіцер Кутчер знаходить тіло Дробовика і виймає свій мобільний телефон. Завантаживши зброю та поїхавши назустріч Суреньйосу, Гарлон надсилає свої координати на мобільний телефон Френку Дробовику. Коли угода завершується, поліція, ATF і SWAT — попереджені текстом Гарлона — оточують банду; тікає лише Гові.
Повністю затверджений як член банди, Гарлон засуджений до довічного позбавлення волі без можливості умовно-дострокового звільнення. Він відхиляє пропозицію Кутчера дати свідчення проти Звіра в обмін на повне прощення. Гарлон повертається в Коркоран, де Робертс, корумпований охоронець, привозить його до Звіра. Зрозумівши, що Гарлон несе відповідальність за рейд, Звір наказує йому повернутися до своєї камери, щоб відбути свій вирок із виною, що його сім'я буде вбита. Переправляючи контрабанду в ключі та бритві, Джейкоб звільняє себе і пересилює Робертса. Наштовхнувшись на Звіра, Гарлон вбиває його.
Просякнутий кров'ю Гарлон наказує Робертсу стверджувати, що Гарлон діяв у самозахисті та займає місце Звіра на вершині тюремної ієрархії. Забезпечивши безпеку своєї родини, Гарлон приймає довічне покарання та повідомляє Кутчеру про решту зброї. Він отримує лист від Джошуа, в якому той пояснює, що він з Кетрін рухається далі та він пробачив батькові.

## У ролях
| Актор                 | Роль             |
| --------------------- | ---------------- |
| Ніколай Костер-Валдау | Джейкоб Гарлон   |
| Омарі Хардвік         | Катчер           |
| Лейк Белл             | Кейт             |
| Джон Бернтал          | Френк «Дробовик» |
| Еморі Коен            | Гові             |
| Джеффрі Донован       | «Чотириокий»     |
| Івен Джонс            | «М'ясорубка»     |
| Бенджамін Бретт       | шериф Санчез     |
| Голт Маккелені        | Джеррі Меннінг   |

## Створення фільму

### Виробництво
На початку квітня 2015 стало відомо, що Bold Films профінансує кримінальний трилер Ріка Романа Во «Постріл в безодню». Зйомки фільму почались 26 травня 2015 і проходили в Нью-Мексико.

### Знімальна група
- Кінорежисер — Рік Роман Во
- Сценарист — Рік Роман Во
- Кінопродюсери — Джонатан Кінг, Майкл Літвак, Гері Майкл Волтерс, Рік Роман Во
- Кінооператор — Дана Гонсалес
- Кіномонтаж — Мішель Тесоро
- Композитор — Антоніу Пінту
- Художник-постановник — Гай Барнс
- Артдиректор — Дерек Дженсен
- Художник по костюмах — Келлі Джонс[5].

## Сприйняття
Фільм отримав позитивні відгуки. На сайті Rotten Tomatoes оцінка фільму становить 80 % на основі 20 відгуків від критиків (середня оцінка 6,5/10) і 82 % від глядачів із середньою оцінкою 4/5 (2 126 голосів). Фільму зарахований «стиглий помідор» від кінокритиків та «попкорн» від глядачів, Internet Movie Database — 7,4/10 (18 893 голоси), Metacritic — 59/100 (10 відгуків критиків).